# Lakeside (Missouri)
Lakeside é uma cidade localizada no estado americano de Missouri, no Condado de Miller.

## Demografia
Segundo o censo americano de 2000, a sua população era de 37 habitantes.
Em 2006, foi estimada uma população de 38, um aumento de 1 (2.7%).

## Geografia
De acordo com o United States Census Bureau tem uma área de
1,7 km², dos quais 0,9 km² cobertos por terra e 0,8 km² cobertos por água.

## Localidades na vizinhança
O diagrama seguinte representa as localidades num raio de 16 km ao redor de Lakeside.